# Иоанесян, Юрий Роленович
Юрий Роленович Иоанеся́н (1934 — 2003) — советский учёный, конструктор, создатель турбобуров.
Ю.Р. Иоанесян родился 11 апреля 1934 г. в семье одного из создателей турбинного способа бурения нефтегазовых скважин, выдающегося советского учёного Ролена Арсеньевича Иоаннесяна (1907 – 1995). В 1956 г. он окончил Московский нефтяной институт им. акад. И.М. Губкина, получил квалификацию горного инженера – буровика.

## Биография
- 1956—1958 — инженер по бурению скважин треста «Саратовнефтегазразведка», конструктор Специального конструкторского бюро буровых машин (СКББМ);
- 1958—2003 — старший инженер, старший научный сотрудник, заведующий сектором, заведующий лабораторией, заведующий отделом турбобуров ВНИИБТ.

В 1963 г. защитил кандидатскую диссертацию на тему «К вопросу увеличения эффективности турбинного метода бурения глубоких скважин».
Доктор технических наук, профессор. Докторская диссертация:
- Современное турбинное бурение : проблемы и решения : диссертация … доктора технических наук : 05.15.10. — Москва, 1981. — 384 с. : ил. + Прил. (276 с.).

Сочинения:
- Современная техника турбинного бурения [Текст] / Ю.Р. Иоанесян, В.П. Мациевский, А.А. Василенко. - Киев : Технiка, 1977. - 136 с. : черт.; 16 см.
- Турбобуры с подшипниками качения [Текст] / Ю. Р. Иоанесян, Б. В. Кузин, Д. Г. Малышев. - Москва : Недра, 1971. - 120 с. : черт.; 21 см.

Отец — Ролен Арсеньевич Иоаннесян (1907 - 1995), выдающийся советский ученый, создатель многоступенчатого турбобура, доктор технических наук, профессор.
Работая во ВНИИБТ (ныне ОАО НПО "Буровая техника") создал и возглавил одно из основных научных подразделений по конструированию турбобуров. Ю.Р. Иоанесян внес неоценимый вклад в развитие института и его научной школы. Под непосредственным руководством Ю.Р. Иоанесяна были разработаны многие перспективные конструкции турбинной техники: высокомоментные турбобуры с переменной линией давления, турбобуры с системой гидродинамического торможения, турбобуры с полым валом, турбобуры с вращающимся корпусом, турбобуры с шаровыми опорами качения, турбобуры с пропеллерными турбинами, системой телеконтроля и саморегулирования, герметизированные маслонаполненные шпиндели, многосекционные турбинные сборки и другие технические средства. Он руководил масштабными промышленными научно-исследовательскими работами по внедрению турбинного способа бурения в Белоруссии, Украине, Урало-Поволжье, на Кавказе и в Западной Сибири, разрабатывал новые гидротурбинные забойные двигатели для бурения сверхглубоких и высокотемпературных скважин, создавал и испытывал различные турбинные компоновки для проводки наклонно-направленных скважин и борьбы с кривизной ствола.
В 1975 – 1980 гг. Ю.Р. Иоанесян неоднократно выезжал в командировки в США и Канаду, где руководил группой советских специалистов при проведении промысловых испытаний отечественных турбобуров и проводил мастер-классы для зарубежных буровиков. В результате успешной работы были подписаны лицензионные соглашения с иностранными компаниями на производство новой техники турбинного бурения. Конструкции турбобуров, созданные под его руководством в эти годы, являлись конкурентоспособными на мировом рынке, а профессор Ю.Р. Иоанесян был признан одним из крупнейших российских экспертов по вопросам применения американских буровых технологий и оборудования.
              Выдающийся талант учителя и наставника проявился у Юрия Роленовича при работе с аспирантами и соискателями. Специалисты, прошедшие школу Ю.Р. Иоанесяна, становились крупными учеными и конструкторами, возглавляли передовые научные и производственные коллективы и организации.  Интеллектуал, блестящий докладчик и полемист, обладающий глубокими знаниями во многих областях науки и техники, энциклопедическим кругозором и аналитическим подходом, профессор Иоанесян Ю.Р. принимал участие в обсуждении и решении практически всех современных фундаментальных научных проблем в области бурения скважин. Он по праву считается одним из классиков турбинного способа бурения. 
              Доктор технических наук, профессор Иоанесян Ю.Р. являлся автором более 200 печатных работ и 250 патентов. Его книги и статьи опубликованы в разных странах. 

## Награды и премии
- Почетный нефтяник
- Почетный работник топливно-энергетического     комплекса
- Заслуженный изобретатель России
- Действительный член РАЕН
- Премия имени И. М. Губкина
- Орден «Знак Почёта»
- Семь Золотых медалей ВДНХ